# 1951年のオールスターゲーム (日本プロ野球)
1951年のオールスターゲームは、1951年7月に行われた日本プロ野球のオールスターゲーム。

## 概要
前年の2リーグ制発足1年目はリーグ優勝チーム同士戦わせる日本選手権シリーズは実現できたものの、オールスターゲームは1951年が第1回となった。第1戦、第3戦の球審を務めた島秀之助は、自著でコミッショナー制度と「軌を一にする年中行事」と記している。
なお1949年秋に行なわれた1リーグ制時代最後のオールスター東西対抗戦時は8球団で、この東西対抗戦は11月から12月に掛けて実施されていたが、リーグ対抗オールスターゲームはアメリカのメジャーリーグベースボールに倣い、7月に開催されることになった。
前年、日本一を達成した毎日オリオンズの湯浅禎夫がパシフィック・リーグ（全パ）を率い、対するセントラル・リーグ（全セ）は前年に松竹ロビンスをリーグ優勝に導いた小西得郎が日本ワールドシリーズ（当時の日本シリーズの名称）終了後に勇退したため、代わりに前年2位名古屋ドラゴンズの天知俊一が率いた。
第1戦は全パが江藤正（南海）、全セは別所毅彦（巨人）が先発。1回表、別所は全パ1番飯田徳治（南海）に四球を与えたものの、続く山本一人（南海）、別当薫（毎日）、大下弘（東急）を見事に抑え事なきを得た。その裏、全セ2番千葉茂（巨人）が右翼線へ安打し、続く岩本義行（松竹）、一人置いて川上哲治（巨人）が打って全セが早々に1点を挙げた。全セは6回にも繋いで1点をもぎ取った。全パも続く7回に1点を取り、1点差を争う展開となった。この回から登板した全セ杉下茂（名古屋）が終盤粘りを見せ、最終回まで抑えた。第1戦の観客数・48,671人はオールスターゲームの最多入場者数記録である。
移動日を挟んで3日後に行われた第2戦も、全セの先発は別所。元々全セ監督の天知は第1・2戦を全力で勝ちに行く考えで、2試合とも別所・金田正一（国鉄）・杉下の3人を3イニングずつ継投させる考えだった（ただし第2戦ではその目論見は崩れた）。一方全パの先発は野村武史（毎日）。全パの2点リードで迎えた7回、全セは野口明（名古屋）のタイムリー三塁打で同点に追いついたところで、投手の金田の代打に起用された西沢道夫（名古屋）の2ラン本塁打で逆転に成功し、そのまま全セが連勝した。なお第1戦では本塁打は出ていなかったので、西沢の一発はオールスターゲームの第1号本塁打となる。
2敗した全パは勝利への執念を燃やし、翌日の第3戦に望んだ。第3戦もまた初回から千葉、岩本、川上そして大阪の藤村富美男らの猛打で得点されたが、全パもじわじわ追い上げ同点で迎えた8回表、全パ3番飯田が値千金の勝ち越し本塁打。これを大映の林義一が守りきって全パが初勝利を挙げた。
第3戦、全セの先発は藤村隆男（大阪）は藤村富美男の実弟であり、球宴初の同時出場兄弟になった。その後、2人揃って3度出場している。その他兄弟での球宴同時出場で特記するものとしては以下のような事例がある。
1. 1969年第1戦：打者・金田正一（全セ・巨人）対投手・金田留広（全パ・東映）の兄弟対決
2. 1983年第1・2戦：全パの松沼博久・松沼雅之兄弟が第1戦と第2戦でそれぞれ勝利投手になる兄弟勝利リレー
3. 2001年第1戦：全セ先発・入来祐作（巨人）から入来智（ヤクルト）への兄弟継投リレー

当時は3試合を通じての総合MVPが設定されており、総合MVPは全セの杉下が獲得。賞品は革製のボストンバッグとトロフィーで、トロフィーは投手が受賞することを想定していなかったのか打者を象ったものだった。3試合が大入り満員の大成功だったことにより、翌年から毎年開催されるようになった。
審判員は、公式戦は3人制であった当時に6人制が採用された。

## 選出選手
| セントラル・リーグ | セントラル・リーグ | セントラル・リーグ |
| ------------------ | ------------------ | ------------------ |
| 監督               | 天知俊一           | 名古屋             |
| コーチ             | 松木謙治郎         | 大阪               |
| コーチ             | 水原茂             | 巨人               |
| 投手               | 別所毅彦           | 巨人               |
| 投手               | 大島信雄           | 松竹               |
| 投手               | 藤本英雄           | 巨人               |
| 投手               | 杉下茂             | 名古屋             |
| 投手               | 金田正一           | 国鉄               |
| 投手               | 長谷川良平         | 広島               |
| 投手               | 三富恒雄           | 名古屋             |
| 投手               | 藤村隆男           | 大阪               |
| 投手               | 高野裕良           | 大洋               |
| 投手               | 中尾碩志           | 巨人               |
| 捕手               | 荒川昇治           | 松竹               |
| 捕手               | 野口明             | 名古屋             |
| 捕手               | 徳網茂             | 大阪               |
| 一塁手             | 川上哲治           | 巨人               |
| 二塁手             | 千葉茂             | 巨人               |
| 三塁手             | 藤村富美男         | 大阪               |
| 遊撃手             | 平井正明           | 巨人               |
| 内野手             | 金山次郎           | 松竹               |
| 内野手             | 白坂長栄           | 大阪               |
| 左翼手             | 青田昇             | 巨人               |
| 中堅手             | 小鶴誠             | 松竹               |
| 右翼手             | 岩本義行           | 松竹               |
| 外野手             | 坪内道典           | 名古屋             |
| 外野手             | 西沢道夫           | 名古屋             |
| 外野手             | 原田徳光           | 名古屋             |

| パシフィック・リーグ | パシフィック・リーグ | パシフィック・リーグ |
| -------------------- | -------------------- | -------------------- |
| 監督                 | 湯浅禎夫             | 毎日                 |
| コーチ               | 浜崎真二             | 阪急                 |
| コーチ               | 三原脩               | 西鉄                 |
| 投手                 | 荒巻淳               | 毎日                 |
| 投手                 | 江藤正               | 南海                 |
| 投手                 | 柚木進               | 南海                 |
| 投手                 | 野村武史             | 毎日                 |
| 投手                 | 米川泰夫             | 東急                 |
| 投手                 | 林義一               | 大映                 |
| 投手                 | 川崎徳次             | 西鉄                 |
| 投手                 | 佐藤平七             | 毎日                 |
| 投手                 | 武末悉昌             | 西鉄                 |
| 投手                 | 関根潤三             | 近鉄                 |
| 捕手                 | 土井垣武             | 毎日                 |
| 捕手                 | 筒井敬三             | 南海                 |
| 捕手                 | 片岡博国             | 毎日                 |
| 一塁手               | 飯田徳治             | 南海                 |
| 二塁手               | 山本一人             | 南海                 |
| 三塁手               | 中谷順次             | 阪急                 |
| 遊撃手               | 木塚忠助             | 南海                 |
| 内野手               | 蔭山和夫             | 南海                 |
| 内野手               | 浜田義雄             | 東急                 |
| 左翼手               | 大下弘               | 東急                 |
| 中堅手               | 別当薫               | 毎日                 |
| 右翼手               | 飯島滋弥             | 大映                 |
| 外野手               | 伊藤庄七             | 毎日                 |
| 外野手               | 呉昌征               | 毎日                 |
| 外野手               | 戸倉勝城             | 阪急                 |

- 太字はファン投票で選ばれた選手。
  - 荒巻、大島、関根、筒井、白坂は3試合とも出場機会がなかった[4]。

## 試合結果

### 第1戦
|              | 1 | 2 | 3 | 4 | 5 | 6 | 7 | 8 | 9 | R | H | E |
| ------------ | - | - | - | - | - | - | - | - | - | - | - | - |
| パシフィック | 0 | 0 | 0 | 0 | 0 | 0 | 1 | 0 | 0 | 1 | 2 | 1 |
| セントラル   | 1 | 0 | 0 | 0 | 0 | 1 | 0 | 0 | X | 2 | 5 | 1 |

1. パ：江藤、武末、林義 - 土井垣
2. セ：別所、金田、杉下 - 荒川昇、野口明
3. 勝利：別所（1勝）
4. 敗戦：江藤（1敗）
5. 審判
［球審］島
［塁審］一塁：横沢三、二塁：筒井、三塁：上田
［外審］左翼：小柴、右翼：小島
6. 試合時間：1時間57分

#### オーダー
| パシフィック | パシフィック | パシフィック |
| 打順         | 守備         | 選手         |
| ------------ | ------------ | ------------ |
| 1            | [一]         | 飯田徳治     |
| 2            | [二]         | 山本一人     |
| 3            | [中]         | 別当薫       |
| 4            | [左]         | 大下弘       |
| 5            | [三]         | 中谷順次     |
| 6            | [右]         | 飯島滋弥     |
| 7            | [捕]         | 土井垣武     |
| 8            | [投]         | 江藤正       |
| 9            | [遊]         | 木塚忠助     |

| セントラル | セントラル | セントラル |
| 打順       | 守備       | 選手       |
| ---------- | ---------- | ---------- |
| 1          | [左]       | 青田昇     |
| 2          | [二]       | 千葉茂     |
| 3          | [右]       | 岩本義行   |
| 4          | [三]       | 藤村富美男 |
| 5          | [一]       | 川上哲治   |
| 6          | [中]       | 小鶴誠     |
| 7          | [捕]       | 荒川昇治   |
| 8          | [投]       | 別所毅彦   |
| 9          | [遊]       | 平井正明   |

### 第2戦
|              | 1 | 2 | 3 | 4 | 5 | 6 | 7 | 8 | 9 | R | H | E |
| ------------ | - | - | - | - | - | - | - | - | - | - | - | - |
| セントラル   | 0 | 0 | 0 | 0 | 0 | 0 | 4 | 0 | 0 | 4 | 6 | 0 |
| パシフィック | 0 | 1 | 0 | 1 | 0 | 0 | 0 | 0 | 0 | 2 | 8 | 0 |

1. セ：別所、中尾、長谷川、金田、杉下 - 荒川昇、野口明
2. パ：野村武、柚木、米川、林義 - 土井垣
3. 勝利：杉下（1勝）
4. 敗戦：米川（1敗）
5. 本塁打
セ：西沢1号2ラン（7回・米川）
6. 審判
［球審］横沢三
［塁審］一塁：島、二塁：小島、三塁：小柴
［外審］左翼：上田、右翼：筒井
7. 試合時間：2時間10分

#### オーダー
| セントラル | セントラル | セントラル |
| 打順       | 守備       | 選手       |
| ---------- | ---------- | ---------- |
| 1          | [左]       | 青田昇     |
| 2          | [二]       | 千葉茂     |
| 3          | [右]       | 岩本義行   |
| 4          | [一]       | 川上哲治   |
| 5          | [三]       | 藤村富美男 |
| 6          | [中]       | 小鶴誠     |
| 7          | [捕]       | 荒川昇治   |
| 8          | [投]       | 別所毅彦   |
| 9          | [遊]       | 平井正明   |

| パシフィック | パシフィック | パシフィック |
| 打順         | 守備         | 選手         |
| ------------ | ------------ | ------------ |
| 1            | [一]         | 飯田徳治     |
| 2            | [二]         | 山本一人     |
| 3            | [中]         | 別当薫       |
| 4            | [左]         | 大下弘       |
| 5            | [三]         | 中谷順次     |
| 6            | [右]         | 飯島滋弥     |
| 7            | [捕]         | 土井垣武     |
| 8            | [投]         | 野村武史     |
| 9            | [遊]         | 木塚忠助     |

### 第3戦
|              | 1 | 2 | 3 | 4 | 5 | 6 | 7 | 8 | 9 | R | H | E |
| ------------ | - | - | - | - | - | - | - | - | - | - | - | - |
| パシフィック | 0 | 1 | 0 | 0 | 1 | 1 | 0 | 1 | 0 | 4 | 6 | 1 |
| セントラル   | 2 | 0 | 0 | 0 | 1 | 0 | 0 | 0 | 0 | 3 | 6 | 1 |

1. パ：佐藤、川崎、野村武、林義 - 土井垣
2. セ：藤村隆、三富、高野、藤本 - 徳網、野口明
3. 勝利：林義（1勝）
4. 敗戦：藤本（1敗）
5. 本塁打
パ：飯島1号ソロ（2回・藤村隆）、中谷1号ソロ（5回・三富）、飯田1号ソロ（8回・藤本）
セ：千葉1号ソロ（5回・野村武）
6. 審判
［球審］筒井
［塁審］一塁：上田、二塁：島、三塁：横沢三
［外審］左翼：小柴、右翼：小島
7. 試合時間：1時間51分

#### オーダー
| パシフィック | パシフィック | パシフィック |
| 打順         | 守備         | 選手         |
| ------------ | ------------ | ------------ |
| 1            | [二]         | 蔭山和夫     |
| 2            | [遊]         | 木塚忠助     |
| 3            | [一]         | 飯田徳治     |
| 4            | [中]         | 別当薫       |
| 5            | [左]         | 大下弘       |
| 6            | [三]         | 中谷順次     |
| 7            | [右]         | 飯島滋弥     |
| 8            | [捕]         | 土井垣武     |
| 9            | [投]         | 佐藤平七     |

| セントラル | セントラル | セントラル |
| 打順       | 守備       | 選手       |
| ---------- | ---------- | ---------- |
| 1          | [左]       | 青田昇     |
| 2          | [二]       | 千葉茂     |
| 3          | [右]       | 岩本義行   |
| 4          | [一]       | 川上哲治   |
| 5          | [三]       | 藤村富美男 |
| 6          | [中]       | 小鶴誠     |
| 7          | [捕]       | 徳網茂     |
| 8          | [投]       | 藤村隆男   |
| 9          | [遊]       | 平井正明   |

## ラジオ中継
全試合NHKラジオ第2で放送。
- 第1戦:7月4日 実況：志村正順
- 第2戦:7月7日 実況：志村正順、野瀬四郎、斎藤政男
- 第3戦:7月8日 実況：志村正順